# Tempera (album)
Tempera peti je studijski album hrvatskog jazz pijaniste i skladatelja Matije Dedića. Album je 2004. godine objavila diskografska kuća Dallas Records.

## O albumu
Album nosi podnaslov Matija Dedić svira Gibonnija i sadrži 12 jazz obrada poznatih skladbi Zlatana Stipišića - Gibonnija. Sve pjesme na albumu zadržale se prepoznatljiv Gibonnijev stil ali u jednom novom glazbenom obliku gdje Matija Dedić još jednom dokazuje svoj talent i poimanje umjetnosti jazza. Skladbe je birao po vlastitom odabiru od kojih sedam izvodi sam, dok preostalih pet izvodi zajedno s kontrabasistom Mladenom Barakovićem, s kojim svira u Boilers Quartetu, te bubnjarom i perkusionistom Bornom Šercarom. Programiranje je radio Silvio Pasarić. Dedić je jedan od prvih naših jazz glazbenika koji se upustio i jedan takav glazbeni pothvat.

## Popis pjesama
| Br. | Skladba                                   | Autor | Trajanje |
| --- | ----------------------------------------- | ----- | -------- |
| 1.  | »Tempera«                                 |       | 8:00     |
| 2.  | »Sve ću preživiti«                        |       | 7:13     |
| 3.  | »Judi, zviri i beštimje«                  |       | 5:22     |
| 4.  | »Dobro jutro, tugo«                       |       | 6:51     |
| 5.  | »Cesarica«                                |       | 5:04     |
| 6.  | »Projdi vilo«                             |       | 4:57     |
| 7.  | »Oprosti«                                 |       | 5:35     |
| 8.  | »Ako me nosiš na duši«                    |       | 4:00     |
| 9.  | »Mirakul«                                 |       | 4:01     |
| 10. | »Nije vrime od OD nedije za u polje poći« |       | 3:09     |
| 11. | »Svi moji punti kad se zbroje«            |       | 6:29     |
| 12. | »Dobri judi«                              |       | 2:55     |

## Izvođači
- Matija Dedić - glasovir
- Mladen Baraković - kontrabas
- Borna Šercar - bubnjevi, udaraljke